# Medac
Pour les articles homonymes, voir Mouvement d'éducation et de défense des actionnaires.
Pistes de The Who Sell Out
I Can't Reach You Relax
Medac est une courte chanson du groupe britannique The Who, parue sur l'album The Who Sell Out en 1967 à la neuvième piste.

## Caractéristiques
C'est une fausse publicité composée par le bassiste du groupe, John Entwistle. Ce genre de plaisanteries se retrouve tout au long du disque, voir Heinz Baked Beans ou Odorono. Ici, un jeune homme est atteint d'acné, et est sujet à la moquerie de ses camarades. Les médecins lui donnent des crèmes pour enrayer le problème, mais cela ne change rien. Le garçon finit par essayer une crème de la marque Medac, ce qui efface totalement ses boutons. « Mon visage est aussi doux qu'un derrière de bébé! » (My face is like a baby's bottom) s'exclame finalement le jeune homme.
La chanson présente beaucoup de ruptures mélodiques portées par un rythme primesautier. La chanson a été enregistrée aux studios Kingsway de Londres en octobre 1967.
Sur la version américaine de l'album, cette chanson fut renommée sans raison apparente Spotted Henry (« Henri le boutonneux »).